# Preasna Veche, Călărași
Preasna Veche este un sat în comuna Gurbănești din județul Călărași, Muntenia, România. Se află. Satul a fost depopulat după 1985, când s-a construit barajul de la Gurbănești pe râul Mostiștea.